# Deus ti salvet Maria
Deus ti salvet Maria (noto anche semplicemente come Ave Maria sarda) è un canto devozionale appartenente alla tradizione sarda, composto in sardo logudorese nel XVIII secolo dal poeta Bonaventura Licheri (Neoneli, 1667 - 1733). Il testo del Licheri è la traduzione in sardo di una parafrasi mariana attribuita al gesuita Innocenzo Innocenzi nel XVII secolo. 
Il testo in sardo fu composto intorno al 1725; la trascrizione più antica è quella di Maurizio Carrus, che l'aveva inserita come appendice nel Rosarium di San Vero Milis nel 1731. La laude è cantata nella forma del gosos, tipico canto devozionale diffuso in Sardegna.
Di recente si è scoperto che, nel 1763 il suo titolo originale era un altro: «Mamma soberana».
Nel 1974 Maria Carta lo aveva presentato al grande pubblico nella trasmissione televisiva Canzonissima e nel 1987, accompagnata dall'organo a canne, lo aveva eseguito nella cattedrale di San Patrick a New York.

## Interpreti
Questo canto è eseguito molto spesso in gran parte dell'isola durante le manifestazioni religiose, ma è stato anche oggetto di varie interpretazioni di numerosi artisti.
- Maria Teresa Cau
- Maria Carta
- Anna Loddo
- Piero Marras
- Tenores di Bitti "Mialinu Pira"
- Coro di Nuoro
- Coro Barbagia
- Coro degli Angeli
- Bertas
- Andrea Parodi e Tazenda
- Mark Harris con Fabrizio De André
- Maria Giovanna Cherchi
- Savina Yannatou, arr. di Haris Lambrakis
- Savina Yannatou ed Elena Ledda
- Gianni Maroccolo e Ginevra Di Marco
- Roberto Diana
- Antonella Ruggiero (live a Florinas 2013)
- Clara Murtas, elab. del Maestro Ennio Morricone (Cielozero/Teatro del Sole 2002)

## Arrangiamenti
- Hardy Mertens partitura per euphonium e banda di legni

## Discografia
- 1962, Maria Teresa Cau[8]
- 1975, Maria Carta[9]
- 1975, Piersalis, ovvero Piero Marras,[10]
- Maria Carta - Chelu e mare
- 1981, Anna Loddo, Tremolio di Canne (ca so tremende che fozzas de canna), Fonit Cetra
- 1984, Coro degli Angeli - Misterios (Tekno Record-MR0079)
- 1988 Bertas, Unu mundu bellissimu, 1988, (Targa)
- 2004, Gianni Maroccolo,[11]
- 2011, Franca Masu, 10 Anys, Aramúsica – AR 005 2011
- 2014, Roberto Diana[12]
- 2002, Clara Murtas - Ennio Morricone - De sa terra a su xelu (Cielozero/Teatro del Sole)
- 2003: Tenores di Neoneli, nell'album Dae coro
- 2004: Tenores di Neoneli nel CD Deus ti salvet Maria
- 2015, Antonella Ruggiero, Cattedrali
- 2018, Antonella Ruggiero, Quando facevo la cantante

## Il testo
| Testo originale                                                                           | versione in italiano                                                                 |
| Deus ti salvet, Maria, chi ses de gràtzia plena. De gràtzias ses sa vena e i sa currente. | Dio ti salvi Maria, che sei piena di grazia: di grazie sei insieme fiume e sorgente. |
| Su Deus onnipotente cun tegus est istadu. Pro chi t'at preservadu Immaculada.             | Il Dio onnipotente, con te è (sempre) stato; perciò ti ha preservato Immacolata.     |
| Beneita e laudada, subra a totu gloriosa. Mama, fiza e isposa de su Segnore.              | Benedetta e lodata, sopra a tutti gloriosa: Mamma, Figlia e Sposa del Signore.       |
| Beneitu su fiore e frutu de su sinu. Gesus, fiore divinu, Segnore nostru.                 | Benedetto il Fiore che è frutto del tuo seno: Gesù fiore divino, Signore nostro.     |
| Pregade a Fizu bostru pro nois pecadores, chi totu sos errores nos perdonet.              | Pregate al Figlio vostro per noi peccatori; affinché tutti gli errori a noi perdoni. |
| E i sa gràtzia nos donet in vida e in sa morte. Ei sa dìciosa sorte in Paradisu.          | La sua Grazia ci doni, in vita e nella morte; E la felice sorte in Paradiso.         |
|                                                                                           |                                                                                      |